# Maurice Pluskota
Maurice Marko Pluskota (Bremerhaven, 30 maggio 1992) è un cestista tedesco.

## Carriera
Con la Germania universitaria ha disputato le Universiadi di Gwangju 2015.